# Cascade Lake (Ahklun Mountains)
Der Cascade Lake ist ein 3,1 km² großer See glazialen Ursprungs im Südwesten von Alaska.
Der Cascade Lake befindet sich im Togiak National Wildlife Refuge in den nordöstlichen Ahklun Mountains auf einer Höhe von 335 m. 
Der See hat eine Länge in Südost-Nordwest-Richtung von 2,5 km. Die maximale Seebreite beträgt 1,5 km. Der bis zu 52 m tiefe See wird von dem 4,2 km südöstlich gelegenen Cascade-Gletscher gespeist. Am östlichen Nordufer wird der Cascade Lake zum Milk Creek, einem Zufluss des Chikuminuk Lake, entwässert.